# AS SONABEL
Association sportive de la SONABEL w skrócie AS SONABEL – burkiński klub piłkarski grający w pierwszej lidze burkińskiej, mający siedzibę w mieście Wagadugu.

## Sukcesy
- I liga[1]:
  - mistrzostwo (1): 2021
  - wicemistrzostwo (2): 2012, 2025

- Puchar Burkiny Faso[2]:
  - finał (4): 2011, 2013, 2016, 2019

- Superpuchar Burkiny Faso[3]:
  - zwycięstwo (2): 2019, 2021

## Występy w afrykańskich pucharach
| Sezon     | Rozgrywki           | Runda   | Kraj                     | Klub            | Dom | Wyjazd | Dwumecz |
| --------- | ------------------- | ------- | ------------------------ | --------------- | --- | ------ | ------- |
| 2014      | Puchar Konfederacji | wstępna | Maroko                   | Difaâ El Jadida | 0–0 | 0–1    | 0–1     |
| 2017      | Puchar Konfederacji | wstępna | Wybrzeże Kości Słoniowej | SC Gagnoa       | 0–0 | 0–3    | 0–3     |
| 2021/2022 | Liga Mistrzów       | wstępna | Mali                     | Stade Malien    | 0–1 | 0–3    | 0–4     |

## Stadion
Domowe mecze klub rozgrywa na stadionie o nazwie Stadion Miejski w Wagadugu, który może pomieścić 15000 widzów.

## Reprezentanci kraju grający w klubie
Stan na kwiecień 2023.
| - Stéphane Bandé - Bassirou Compaoré - Moumouni Compaoré - Oumar Compaoré - Ernest Congo - Jacob Diallo - Laré Diarra - Mikahilou Drabo - Mikayoul Dramé - Mohamed Walid Guira - Cédric Kaboré - Charles Kaboré - Francis Kaboré - Ibrahim Kaboré - Issouf Kaboré - Mohamed Kaboré - Hermann Kayéndé - Clavert Kiendrebéogo - Sadate Kouanda - Ridouanou Maiga - Yacouba Mando - Ousmane Nana - Bakary Ouattara - Lamine Ouattara | - Maxime Ouattara - Armand Ouédraogo - Fayçal Ouédraogo - Issiaka Ouédraogo - Stéphane Pognongo - Oumarou Sané - Aliassou Sanou - Hermann Sawadogo - Saïdou Simporé - Aimé Roger Sirima - Ahmed Soulama - Ousmane Sylla - Ilias Tiendrébéogo - Ibrahim Touré - Aboubacar Sidiki Traoré - Henri Traoré - Séverin Traoré - Ishola Wassiyou - Aimé Zongo - Valentin Zoungrana - Soungalo Diakité - Abdou Ouattara - Éric Toh |